# Chairmen of the Board
Chairmen of the Board é uma banda de soul music que esteve em atividade no final da década de 1960 e até na primeira metade da de 1970. Surgida em Detroit, Estados Unidos, sua canção de maior sucesso foi "Give Me Just a Little More Time", que chegou à posição #3 da Billboard Hot 100. A banda também é conhecida, no Brasil, pelo cover da banda Titãs, "Marvin", da musica "Patches" do primeiro e homônimo álbum da banda.

## Discografia
| 1970                                                                                   | The Chairmen of the Board 1 | 133 | 27 | - |
| 1970                                                                                   | In Session                  | 117 | 16 | - |
| 1972                                                                                   | Bittersweet                 | 178 | -  | - |
| 1973                                                                                   | Greatest Hits ²             | -   | -  | - |
| 1974                                                                                   | Skin I'm In                 | -   | 52 | - |
| 2006                                                                                   | Beach Music Anthology       | -   | -  | - |
| Notes: 1. Contendo Give Me Just a Little More Time 1. Lançamento apenas no Reino Unido |                             |     |    |   |